# Lista över reptilhumanoider

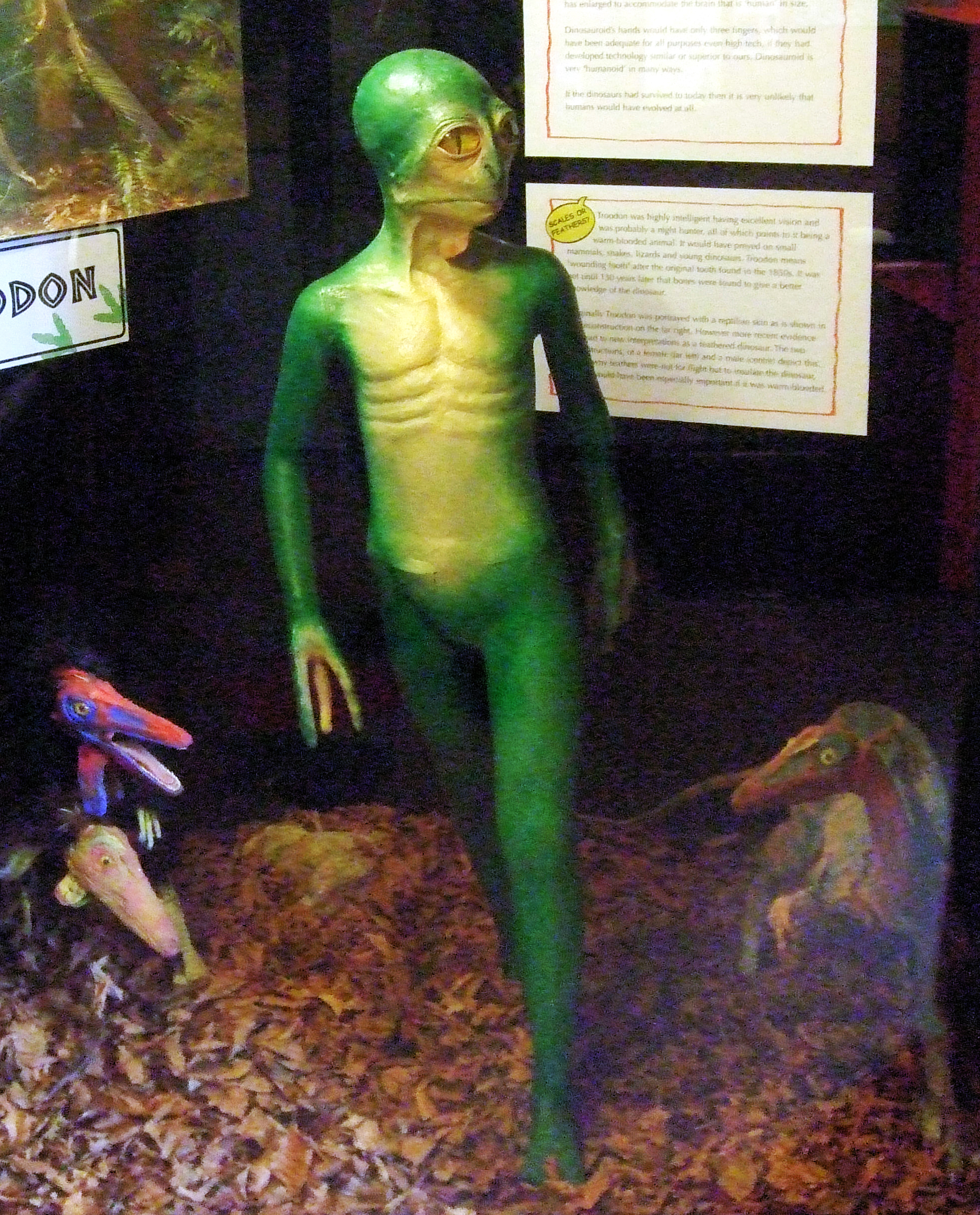
En så kallad "dinosauroid".

Reptilhumanoider är ett vanligt motiv i mytologi, folklore, science fiction, fantasy, konspirationsteorier, ufologi, new age och kryptozoologi.

## I mytologi
Reptilhumanoider i världsmytologin inkluderar:

### Män
- Boreas (Aquilon enligt Romarna): den grekiske guden av den kalla nordanvinden som beskrevs av Pausanias som en bevingad man med ormar istället för ben.
- Cecrops I
- Dragon Kings: varelser från den kinesiska mytologin vilka ibland beskrivits som reptilhumanoider
- Fu Xi
- Glycon
- Ningizzida
- Shenlong
- Sobek
- Tlaloc
- Typhon
- Zahhak

### Kvinnor
- Echidna, frun till Typhon i grekisk mytologi.
- Enchanted Moura
- Gorgon
- Lamia
- Nüwa
- Wadjet
- White Snake